# Las chicas de la Cruz Roja
Las chicas de la Cruz Roja es una película española dirigida por Rafael J. Salvia y estrenada el 6 de noviembre de 1958. El tema principal de la película, compuesto por Augusto Algueró, se hizo enormemente popular en su momento.

## Argumento
Julia (Luz Márquez), Paloma (Conchita Velasco), Isabel (Mabel Karr) y Marion (Katia Loritz) son cuatro amigas de diferente estrato social y con circunstancias muy diferentes. Pero las une su condición de voluntarias para recorrer Madrid con una hucha recogiendo donativos para la Cruz Roja el "día de la banderita". Las cuatro además, aspiran a asentar una relación sentimental que les permita poder formar una familia.

## Premios
14.ª edición de las Medallas del Círculo de Escritores Cinematográficos
| Categoría                 | Nominado        | Resultado |
| ------------------------- | --------------- | --------- |
| Mejor fotografía en color | Alejandro Ulloa | Ganador   |